# نيكول هان رافتر
نيكول هان رافتر (بالإنجليزية: Nicole Hahn Rafter)‏ هي عالمة جريمة أمريكية، ولدت في 1939، وتوفيت في 2016.